# Yanchao
Yanchao (chinesisch 燕巢區, Pinyin Yàncháo Qū) ist ein Stadtbezirk von Kaohsiung in der Republik China (Taiwan).

## Beschreibung
Yanchao liegt im südwestlichen Stadtgebiet Kaohsiungs im Binnenland, etwa acht Kilometer von der Küste entfernt. Das Bezirksgebiet hat eine maximale Ost-West-Ausdehnung von etwa elf Kilometern und eine maximale Nord-Süd-Ausdehnung von acht Kilometern. An der nördlichen Spitze Yanchaos befindet sich der 1953 angelegte, maximal 2,9 km² große Agongdian-Stausee (auch A-Kung-Tien-Stausee, 阿公店水庫, ), der durch Aufstauung des gleichnamigen Flusses entstanden ist. Der See dient dem Hochwasserschutz, der Bewässerung in der Landwirtschaft und der Trinkwasserversorgung. Die angrenzenden Bezirke sind Tianliao im Norden, Qishan im Osten, Dashu im Südosten, Dashe im Süden, Qiaotou im Südwesten und Gangshan im Westen.

## Zum Ortsnamen
Der alte chinesische Ortsname 援剿 mit der Bedeutung „Hilfe und Unterdrückung“ geht möglicherweise entweder auf die Zeit der Eroberung Taiwans durch Zheng Chenggong (Koxinga) im 17. Jahrhundert oder auf die Zeit des Aufstandes Zhu Yiguis (朱一貴) (1721) gegen Ende der Herrschaftszeit Kangxis zurück. Zur Zeit der japanischen Herrschaft über Taiwan wurde die Namensschreibweise in das japanisch homophone 燕巢 geändert, das auf Japanisch die Bedeutung „Schwalbennest“ hat. Nach der Übertragung Taiwans an die Republik China 1945 blieb es bei diesen Schriftzeichen mit der hochchinesischen Transliteration Yanchao.

## Geschichte
Die ersten historisch fassbaren Bewohner der Gegend waren Angehörige indigener austronesischer Ethnien (Pingpu) vom Stamm der Makatao. Ab dem 17. Jahrhundert wanderten Han-Chinesen vom Festland ein, die mit der Zeit allmählich die Mehrheitsbevölkerung bildeten. Ab 1683 stand Taiwan unter der Herrschaft des chinesischen Kaiserreichs der Qing-Dynastie. Während der Zeit der japanischen Herrschaft (1895–1945) wurde 1920 das Dorf (庄,  Zhuāng) Yanchao eingerichtet. Nach 1945 wurde daraus die Landgemeinde (鄉,  Xiāng) Yanchao im neu eingerichteten Landkreis Kaohsiung. Zum 25. Dezember 2010 wurde der Landkreis Kaohsiung aufgelöst und in die Stadt Kaohsiung eingegliedert. Yanchao erhielt den Status eines Stadtbezirks (區,  Qū).

## Bevölkerung
Hoklo bilden die große Mehrheit der Bevölkerung. Ende 2019 lebten 196 Angehörige indigener Völker in Yanchao (Bevölkerungsanteil ca. 0,7 %).
| Gliederung Yanchaos |
|                     |

## Verwaltungsgliederung
Derzeit ist Yanchao in 15 Stadtteile (里,  Lǐ) untergliedert.
1 Jianshan (尖山里)

2 Xiyan (西燕里)

3 Qionglin (瓊林里)

4 Anzhao (安招里)

5 Nanyan (南燕里)

6 Dongyan (東燕里)

7 Jinshan (金山里)

8 Shenshui (深水里)

9 Hengshan (橫山里)

10 Jiaosu (角宿里)

11 Fengxueng (鳳雄里)

## Wirtschaft
Etwa 3026 ha werden landwirtschaftlich genutzt. Hauptanbauprodukte sind Guaven, Chinesische Jujuben und Pampelmusen.
In Yanchao befindet sich ein Wissenschaftspark, der Teil des Südtaiwan-Wissenschaftsparks ist.

## Verkehr

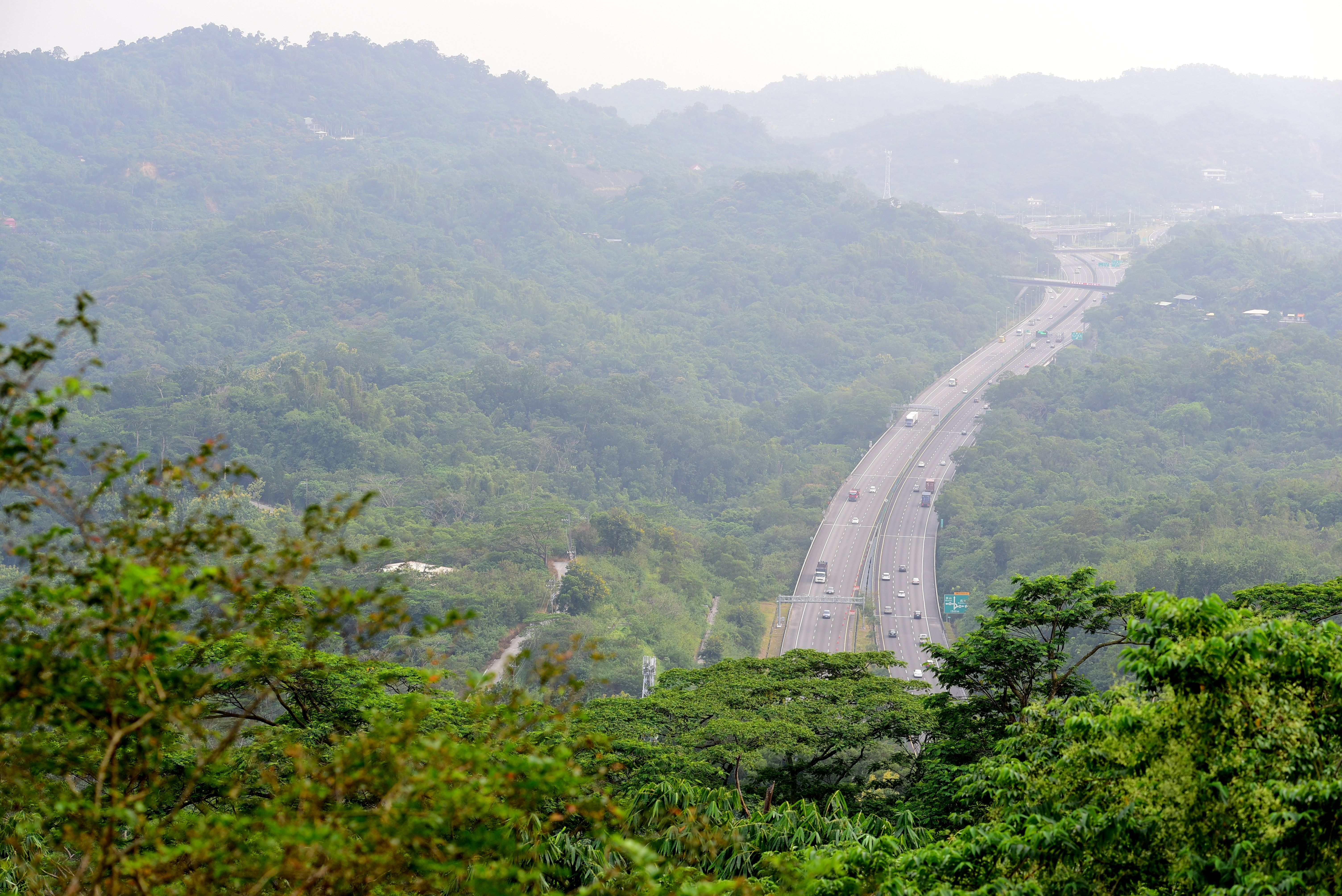
Nationalstraße 3 in Yanchao

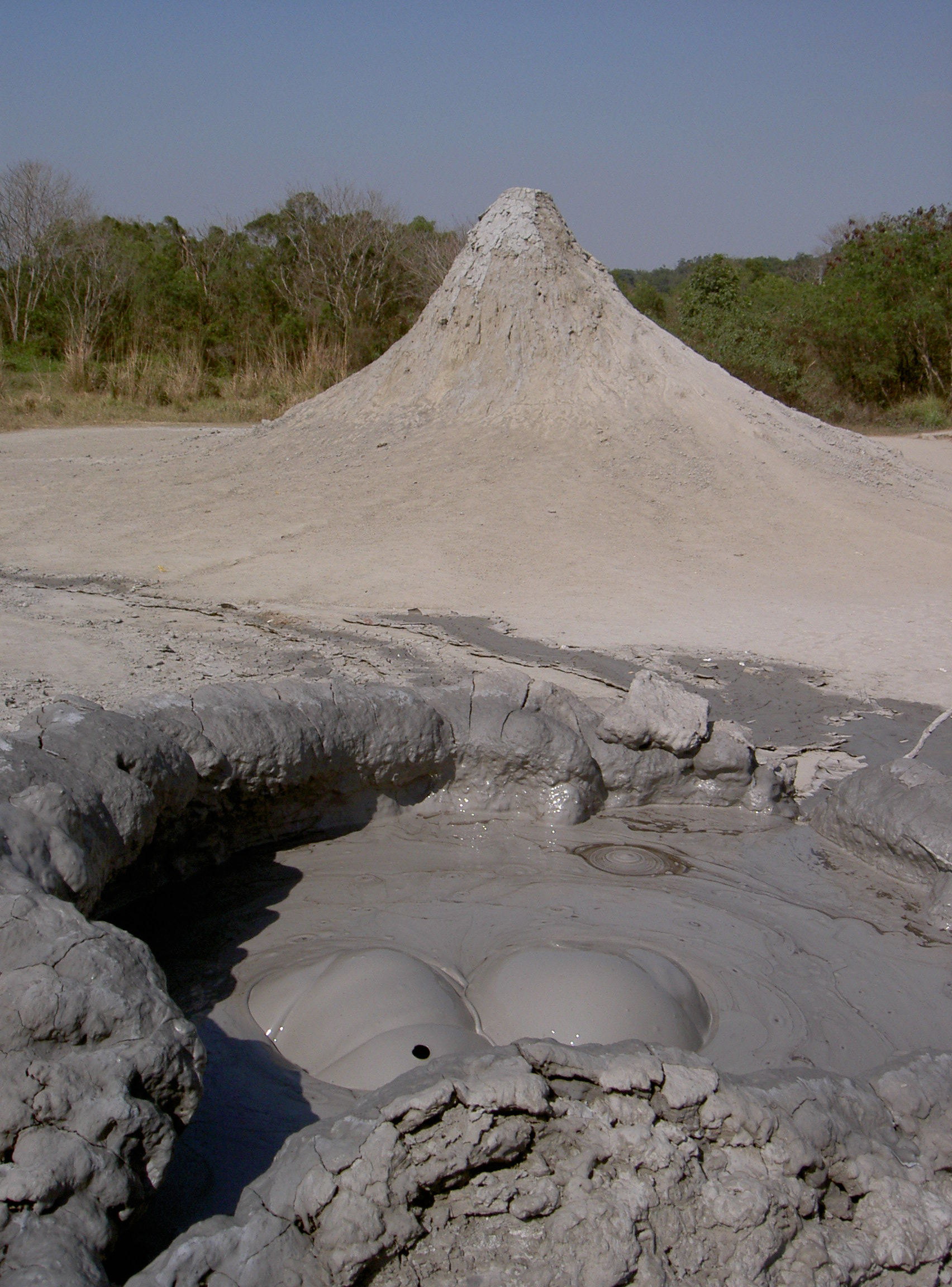
Schlammvulkan von Yanchao

An den Grenzen Yanchaos verlaufen drei Autobahnen: am westlichen Rand verläuft in Nord-Süd-Richtung die Nationalstraße 3, am östlichen Rand ebenfalls in Nord-Süd-Richtung die Nationalstraße 1 und am südlichen und südöstlichen Rand die Nationalstraße 10. Parallel zu letzterer verläuft weiter nördlich die Provinzstraße 67 durch Yanchao. Die Kreisstraße 186 führt von Westen in den Bezirk und biegt dann im rechten Winkel nach Süden ab. Im Westen Yanchaos verläuft in gerader südsüdwestlicher Richtung die Trasse der Taiwanischen Hochgeschwindigkeitsbahn (THSR), die in Yanchao jedoch keinen Halt aufweist.

## Hochschulen
Yanchao ist einer der Standorte der Nationaluniversität Kaohsiung für Wissenschaft und Technologie (NKUST), die am 1. Februar 2018 durch Zusammenschluss von drei Universitäten entstand. In Yanchao befinden sich zwei der fünf Campusse der NKUST, der Erste Campus und der Yanchao-Campus.

## Besonderheiten
Besucherziele in Yanchao sind der Agongdian-Stausee, die Schlammvulkane im 1981 eingerichteten, 3,9 ha großen Naturschutzgebiet Wushanding – Schlammvulkanlandschaft (烏山頂泥火山地景自然保留區, ), das „Sonnental“ (太陽谷,  Tàiyáng gǔ), das Bergland von Jiguanshan (雞冠山, ) und andere Natursehenswürdigkeiten.

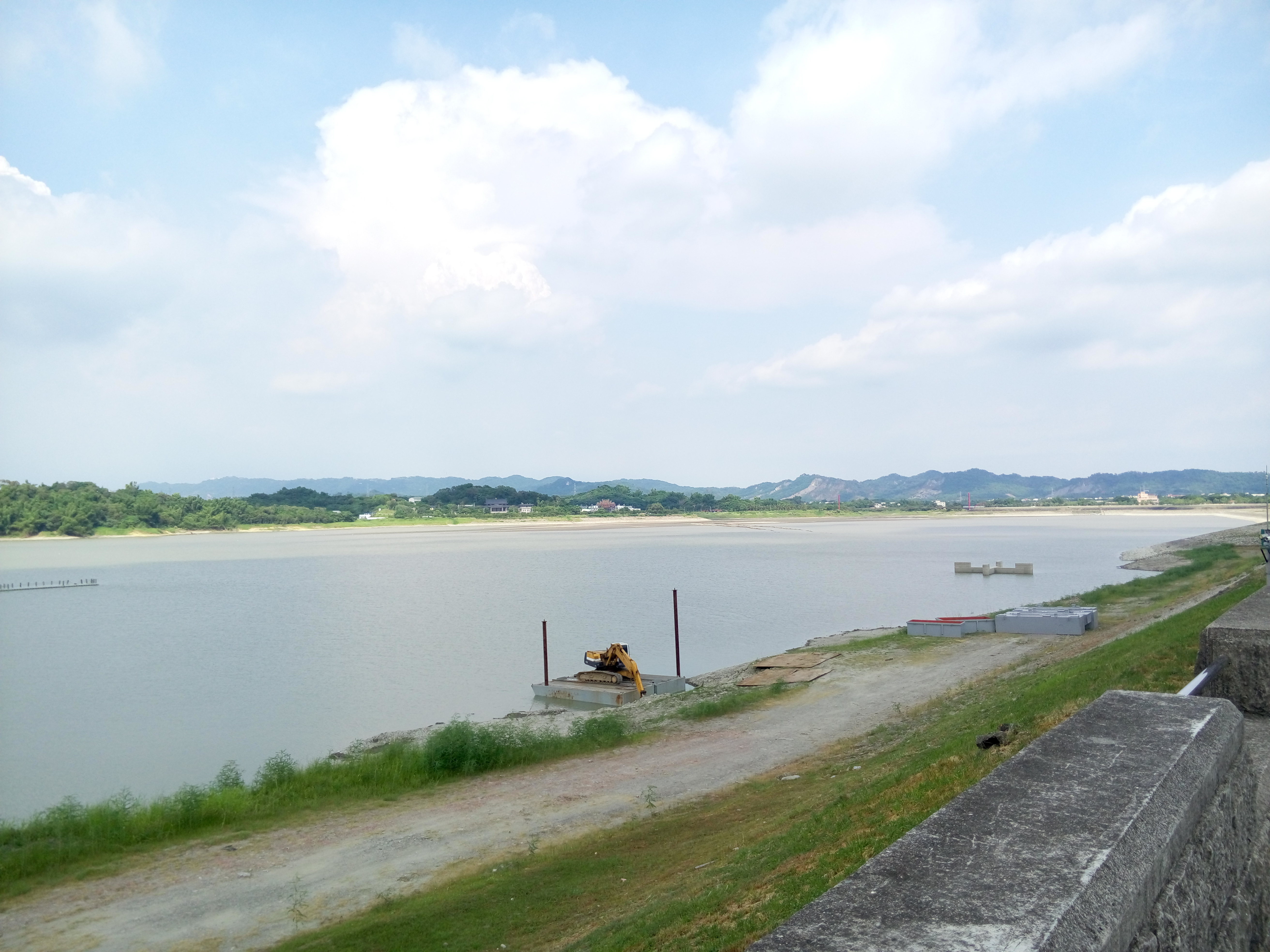
Agongdian-Stausee
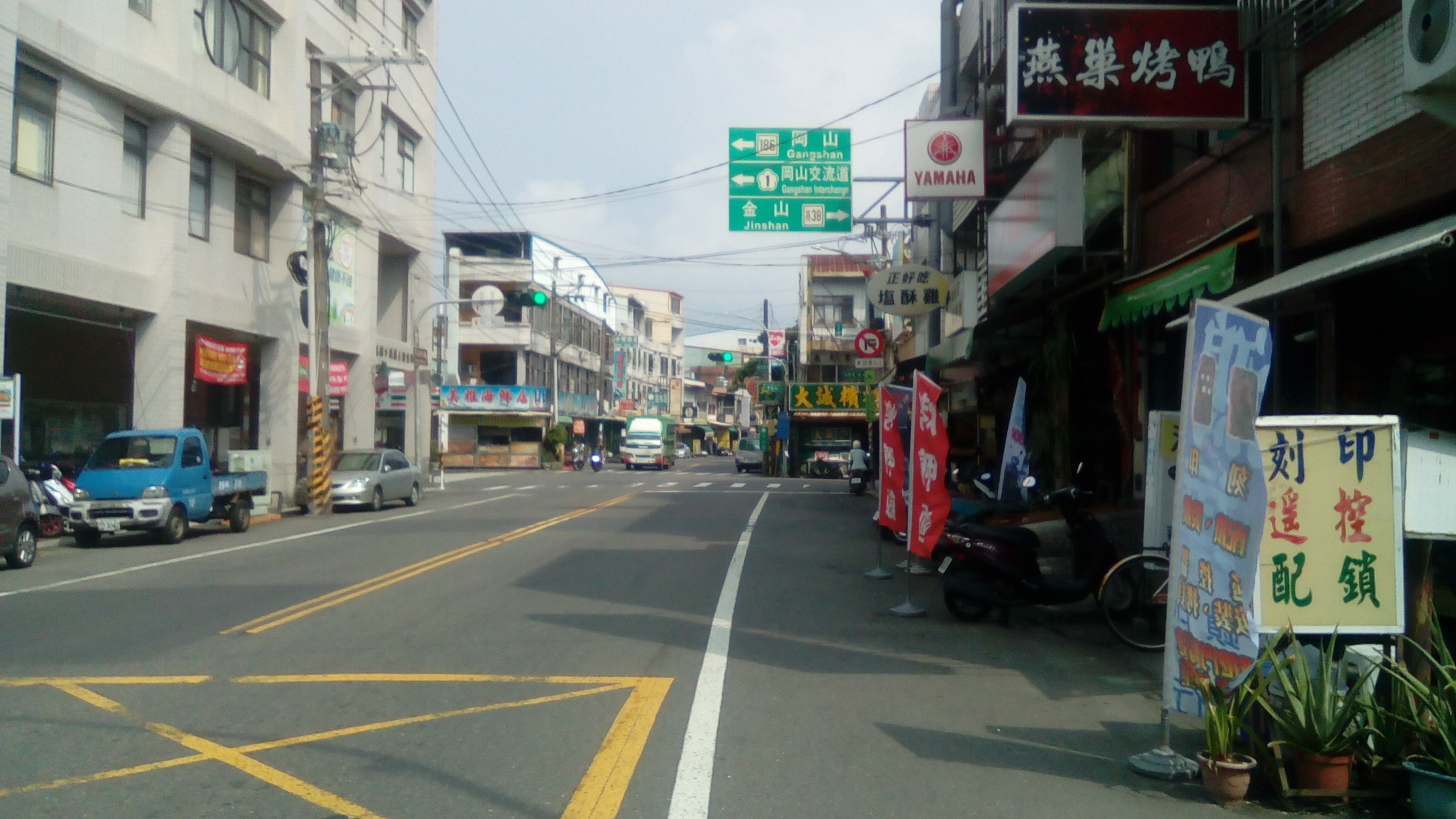
Straßenszene in Yanchao